# Aechmea tayoensis
Aechmea tayoensis là một loài thực vật có hoa trong họ Bromeliaceae. Loài này được Gilmartin mô tả khoa học đầu tiên năm 1981.

## Hình ảnh

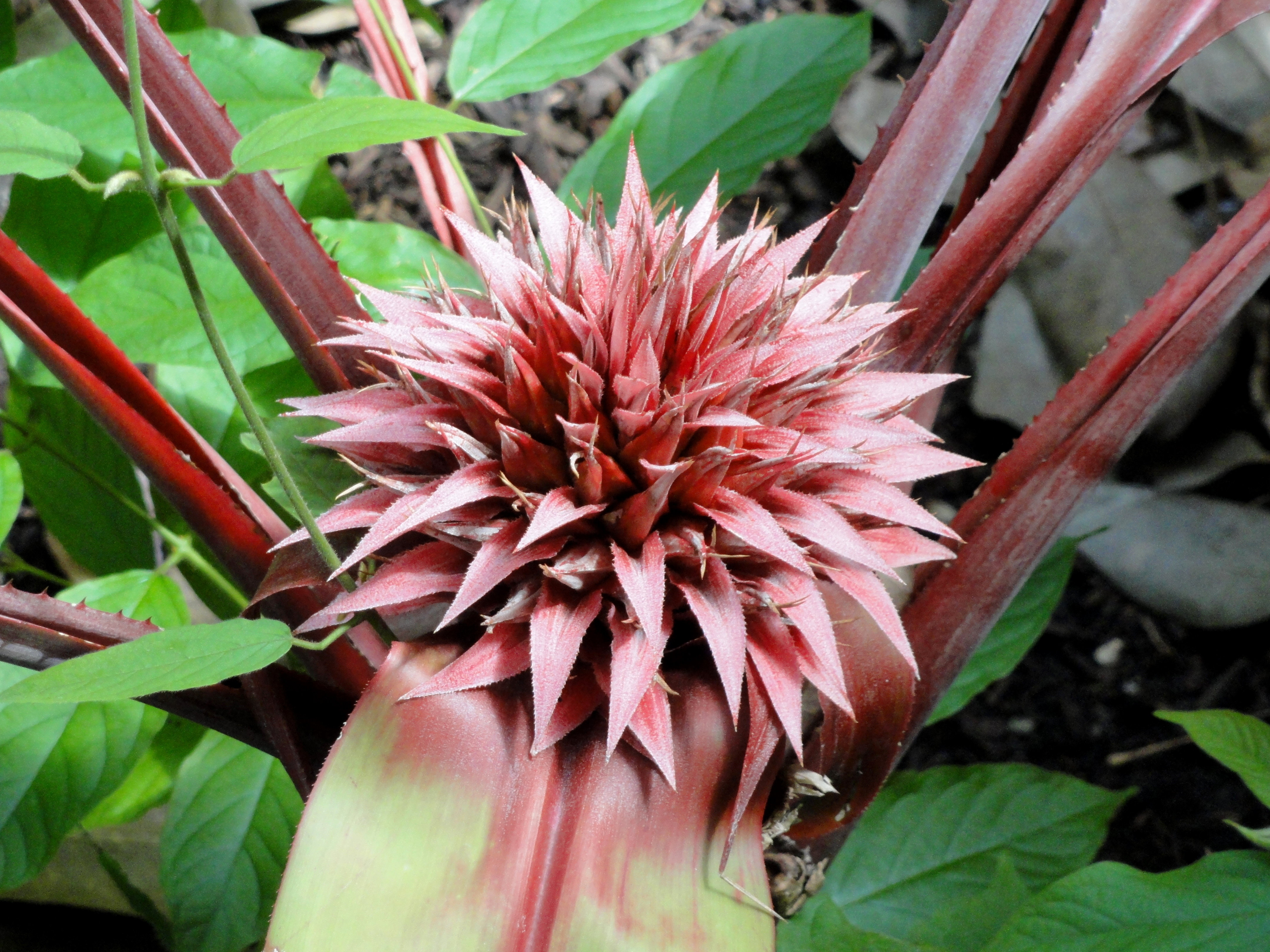